# モノクローム
モノクローム (英: monochrome) は、単一の色で図画などを描くこと、またはその図画自体を指す。語源はフランス語で「単色」を意味する言葉で、元々は美術の分野で使われた言葉であった。これから転じて印刷・写真・映画・テレビの分野でも、主に白黒のみで表現するものをモノクローム（あるいは略して「モノクロ」）と呼ぶようになった。以下、本項目ではこの意味での「モノクローム」について説明する。

## 概要
モノクローム（以下モノクロ）は前述のとおり単色のことであるが、こと映像の範疇では単色ないしその濃淡で映像を現す様式である。映像表現としては光の強弱を色のある無しもしくは濃淡に置き換えた形態で、黒を白の上に配して映像表現することが多い。英語のBlack and Whiteを訳す場合、英語での順に準じて「黒白」とする場合もある。

### 写真技術とモノクロ

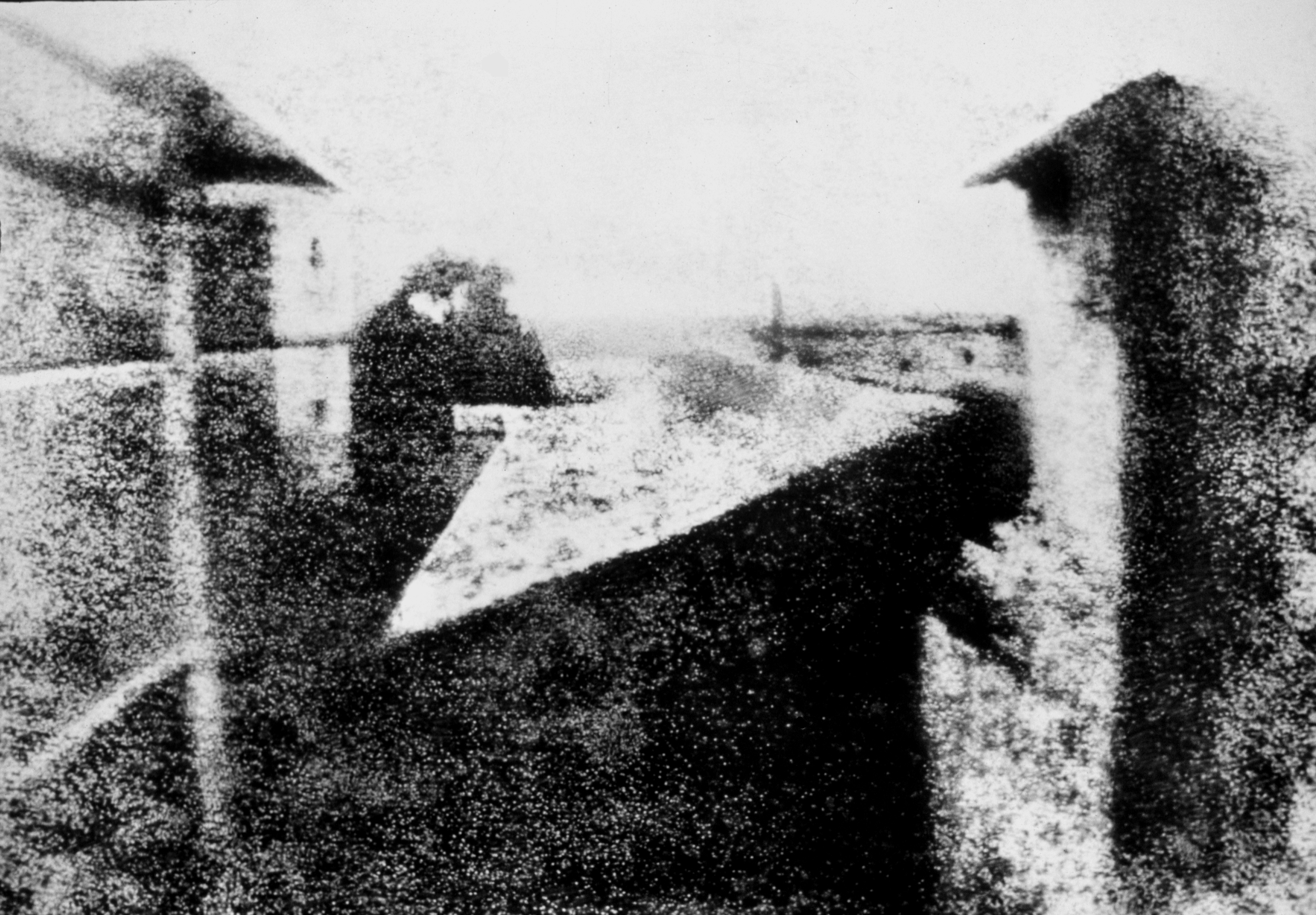
世界最初のニエプスによる写真（1827年）

こういった映像表現の発生した背景には、初期の写真技術があげられる。カメラ・オブスクラ（カメラオブスキュラとも）と呼ばれる装置では、装置内部に投射される映像は色彩のあるカラー映像ではあったが、これを黒のインクないし鉛筆で写し描いた場合はモノクロの映像となった。後に画家の手は写真乾板に置き換えられたが、初期の写真乾板はアスファルトに光線を長時間当て、これによって光線の当たったところのアスファルトは硬化して洗浄した後も黒く残り、それ以外は基盤となったシロメ（錫・鉛合金）の白色が見えるようになっていた。ただ、この露光には8時間を要した（→写真史）。
後に写真乾板は改良され、より短い露出時間でガラス表面に塗布された化学物質が変化し、光の当たったところは黒く残り（影）、光の当たらなかった場所は白く（透明）なるようになっていた。ただこの方法では、「明るいところほど黒く映像として残る」というネガ（→モノクロフィルム）であったため、これに光を透過させもう一度反転させたポジを作ることで白黒映像として定着させた。
こうして光線から映像を自動的に写し取る写真技術は、写真乾板から写真フィルムの時代に入ってもモノクロ映像として長らく利用され続け、これは後に写真フィルムを高速かつ連続で撮影してこれを連続投射することで動いている映像としてみせる映画の発達以降も長く利用された。
カラー映像の発達初期においてもモノクロ映像はその描写性（精細さ）や光線の感受性の高さでカラーフィルムよりも勝っていたため、20世紀後半に入っても長らくは記録映像や芸術性を求めた映像作品のうちにモノクロ映像のものがしばしば撮影された。さらには、モノクロ映像の持つ独特の雰囲気はヒトの肉眼で捉えた色彩の世界とは違った印象を与えるため、敢えてモノクロ映像を採用した芸術作品があるほか、デジタルカメラなど最新の映像機器のうちにも「モノクロ撮影モード」（機能）を備える製品は多い。

### 撮像技術とモノクロ

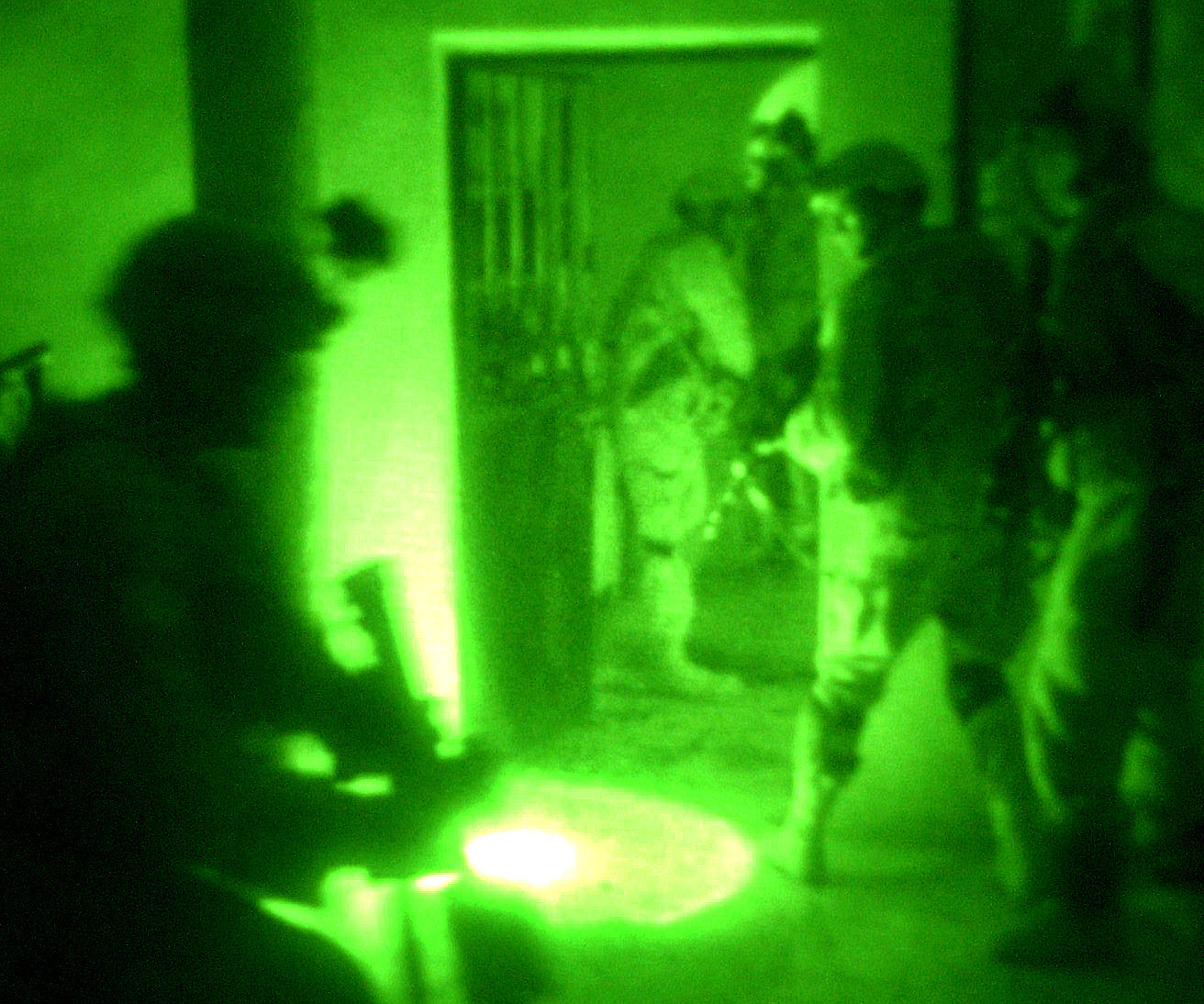
軍用ナイトビジョンによる無色彩の映像（緑のモノクローム）

また2000年代現在の時点においては、撮像素子で光線を電気信号に変換する過程で色彩を検出するためには、ある程度の光線量が依然として必要であるため、暗視カメラではモノクロ映像が依然として主流である。なお、モノクロ撮像素子はカラー撮像素子よりも製造技術面でより「低い技術程度」で作れるなど簡便であるため、撮像素子が普及する過渡期において安価な製品の中にはこのモノクロ映像を撮影する製品があったし、電子部品モジュールの中には廉価なモノクロ撮像素子も依然多く流通している。廉価版ないし薄暗い場所に対応した監視カメラのうちにも、このモノクロ撮像素子を利用した製品が見られる。

### 立体映像とモノクロ
いささか旧式と見られるモノクロ映像ではあるが、立体映像のうちアナグリフ方式では、左右の目にそれぞれ色の違うフィルターを装着、これによって立体視を可能としているが、これは脳で認識する際にモノクロ映像として構成される。

## 表示におけるモノクロ

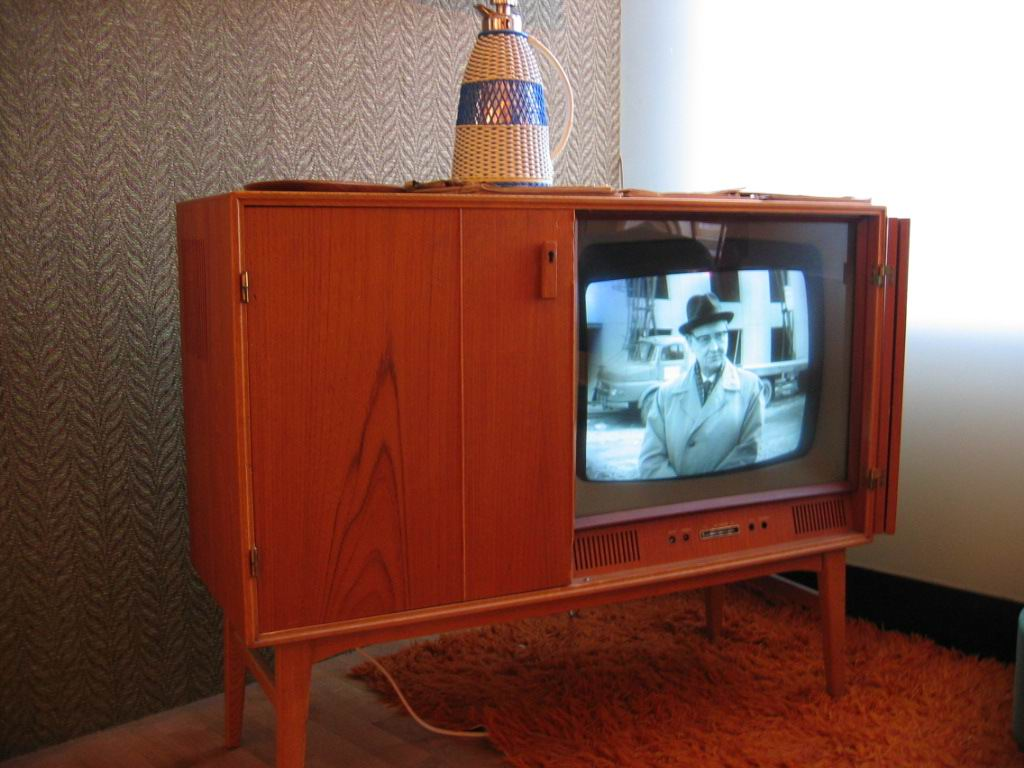
1950年代の白黒テレビ

技術開発当初から普及初期のテレビ受像機（テレビジョン）では、モノクロ（→白黒テレビ）が一般的であった。これは撮像素子の関係のほか、映像出力に使われたブラウン管の性質にその理由を求めることが出来る。ブラウン管は、内部で発生させた電子ビームを磁力で偏向、スクリーン面に塗布された蛍光体に衝突させ発光させる。ゆえに電子ビームの強弱で発光具合を調節させることが出来、光線の強弱を撮像素子によって電気信号に変換、これを搬送波に乗せ、遠隔地にあるテレビ受像機で電気信号から連続した点の各々の光の強弱から、映像に再変換して見せることが出来た。ただ、初期のブラウン管では蛍光体の性質から「暗い - 明るい」の強弱で表示は出来たが、色彩を再生させることは出来なかった。後にこのブラウン管を改良、光の三原色を微細なブロックに分けて塗布したブラウン管を利用したカラーテレビでは、電子ビームを更に精密に走査させながら、色彩の再現が可能となっている。
カラーテレビやカラーディスプレイでも、モノクロ表示にできる。

### モノクロディスプレイ

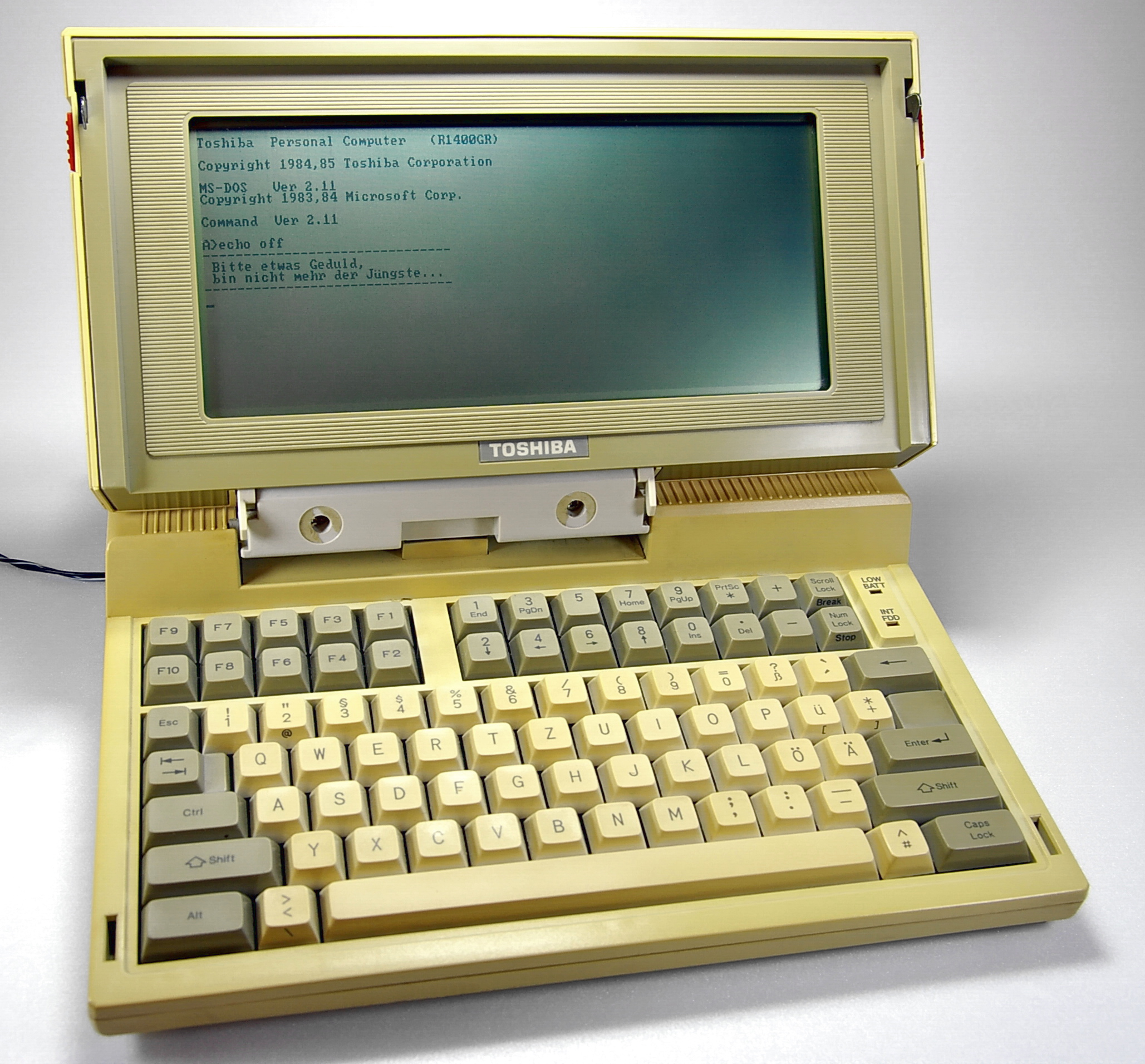
世界初のラップトップ。液晶マトリクスディスプレイが搭載されていた

コンピュータディスプレイでは、コンピュータの発達過程でこのモノクロ表示が利用されていた。これは表示装置の制約として初期の液晶ディスプレイやプラズマディスプレイが連続する点の「点灯 - 消灯」状態でしか表示が出来なかったなどの理由があった機種もあるが、それ以前にコンピュータディスプレイでは、このディスプレイに表示させる内容を保持するビデオメモリの記憶容量的な問題もあり、カラー表示では各々の表示点（ピクセル）あたりのビット数（色深度）を増やさないと色彩情報を記憶できず、初期の、あるいは廉価で機能的に限定されたコンピュータでは余り多くのビデオメモリを利用することが出来ず、最も簡素な製品では各々の表示点のビット数を1とし、「ON（点灯） / OFF（消灯）」だけを保持するよう設計された。
後に潤沢なビデオメモリが搭載できるようになり、かつ、液晶ディスプレイやプラズマディスプレイにカラー表示が可能となると、次第にこういったモノクロ表示のコンピュータは表示情報が限定的であるため廃れていったが、携帯情報端末や電子辞書ないし電子ゲームなどのうち廉価な製品では、依然としてモノクロ表示のものがみられる。

## monochromatic garden

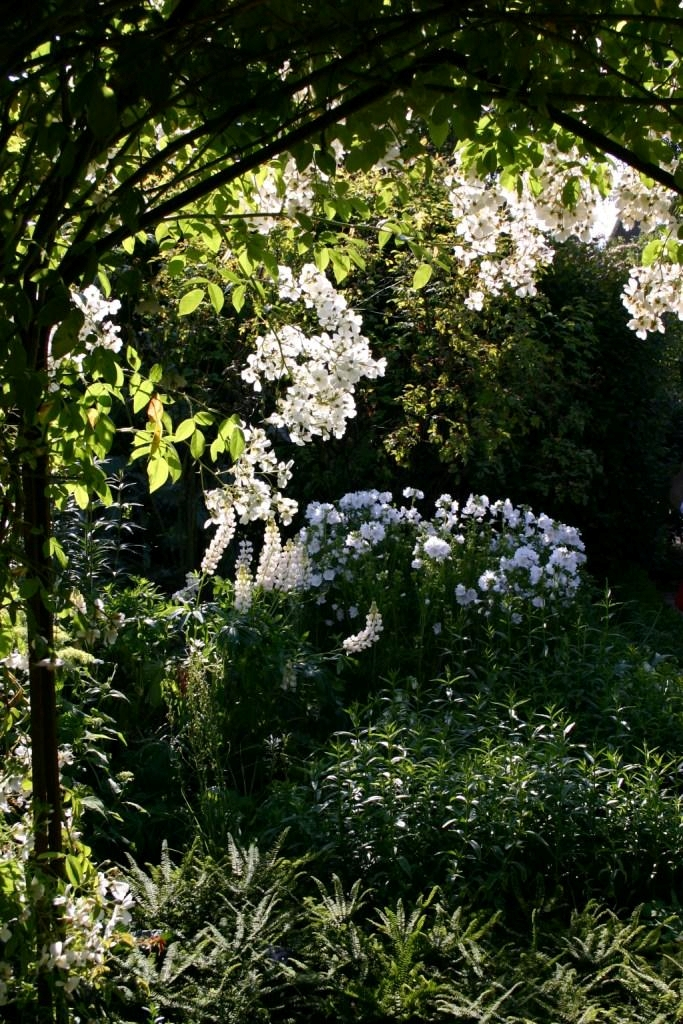
シシングハースト・カースル・ガーデン 白色の庭園

モノクロマティックガーデン/単色の庭園とは、緑色の中に単一の色彩が強調された庭園である。
単色の庭は、植栽で見る人を圧倒するように工夫がなされている。一見地味だが、ガートルード・ジーキルやヴィタ・サックヴィル＝ウェストといった著名なガーデンデザイナーの手によって、このような庭園は人気を博した。例えばサックヴィル＝ウェストは、最も有名な単色庭園の1つであろうシシングハースト・カースル・ガーデンのホワイトガーデンで白い「部屋」を作った。

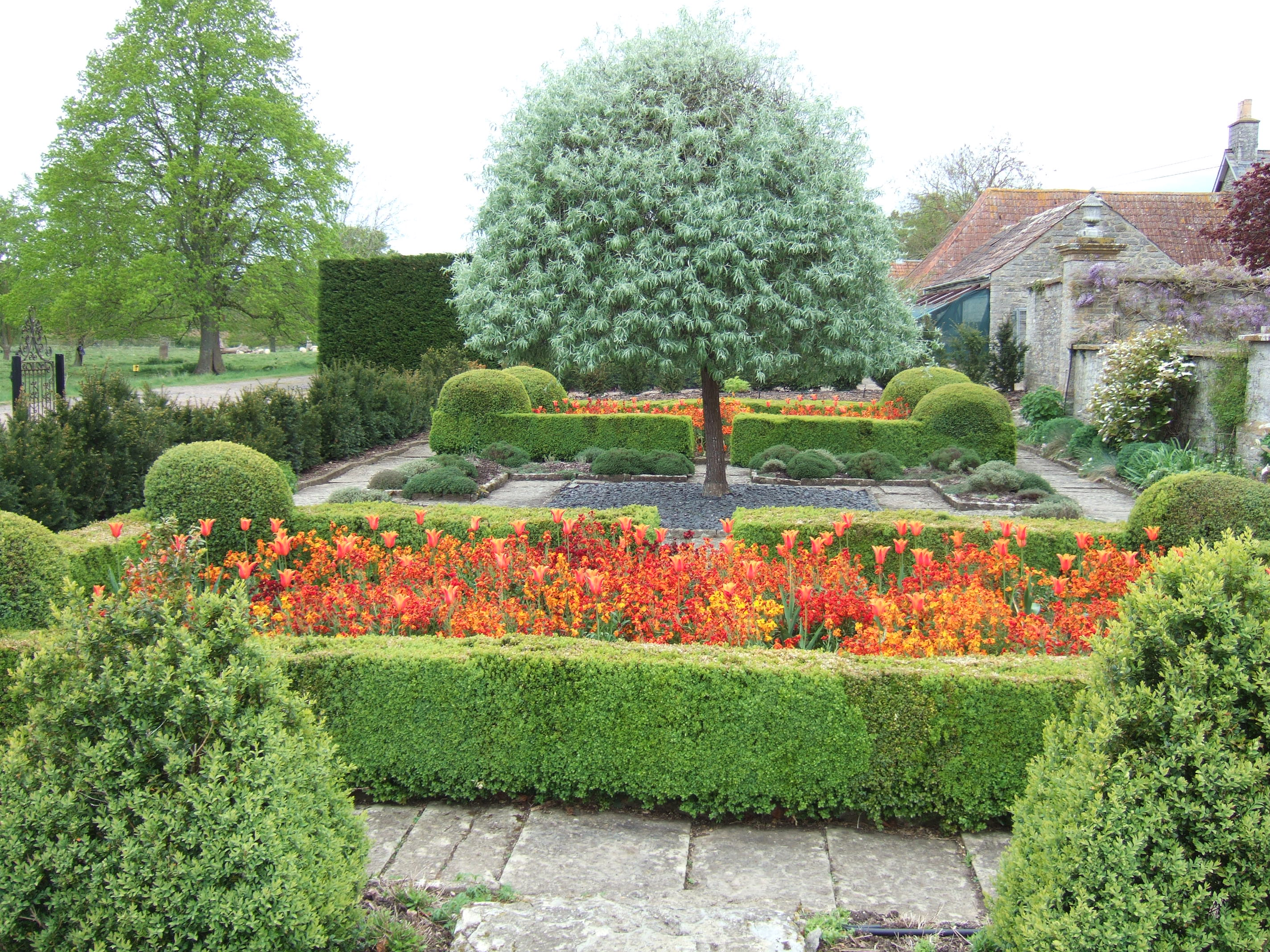
ライツ・カリーの赤い庭園

単色の庭の多くでは明るい黄色や深い金色など、明暗の異なる色合いの花を使用したり、赤い庭のために暗いワインレッドや明るいスカーレットにピンクを含むようにしているなどの手法を施す （同様のアイデアとして単色ではなく紫、赤、オレンジといった類似色が使用されるなどもある）。ほかにホワイトガーデンのためにシルバーリーフなど斑入りの葉を持つ植物、葉に緑以外の色のある植物も活用される手法もある。